# Limba feniciană
Limba feniciană a apărut inițial în Fenicia (actuala coastă a Libanului și a Siriei, numită „Canaan” în feniciană, arabă, ebraică și aramaică, Pūt în egipteană, Φοινίκη (Phoiníkē) în greaca veche și Phoenicia în latină).
Limba feniciană este o limbă semitică a subgrupului canaanit și dintre limbile vorbite actual este cea mai apropiată de ebraică. Zonele în care feniciana a fost vorbită se află în zilele noastre în Liban, Siria de vest, nordul Israelului, Tunisia, Algeria și Malta.